# Quartet: Russ Freeman/Chet Baker
| Recensione | Giudizio |
| ---------- | -------- |
| AllMusic   |          |

Quartet: Russ Freeman/Chet Baker è un album a nome Chet Baker Quartet, pubblicato dall'etichetta discografica World Pacific Records nel novembre del 1957.

## Tracce

### LP
Lato A (ST-680)
Musiche di Russ Freeman, eccetto dove indicato.
1. Love Nest – 4:14 (testo: Otto Harbach – musica: Louis Hirsch)
2. Fan Tan – 5:37
3. Summer Sketch – 4:34
4. An Afternoon at Home – 5:08

Lato B (ST-681)
Musiche di Russ Freeman, eccetto dove indicato.
1. Say When – 5:00
2. Lush Life – 4:53 (musica: Billy Strayhorn)
3. Amblin' – 7:12
4. Hugo Hurwhey – 4:23

## Musicisti
Chet Baker Quartet
- Chet Baker – tromba
- Russ Freeman – pianoforte
- Leroy Vinnegar – contrabbasso
- Shelly Manne – batteria

Note aggiuntive
- Richard Bock – produttore
- John Altoon – illustrazione copertina album originale
- William Claxton – foto copertina album originale (scattate durante la sessione di registrazione dell'album)
- André Previn – note retrocopertina album originale [3]